# Un empire de dix arpents
 (juillet 2025).
Si vous disposez d'ouvrages ou d'articles de référence ou si vous connaissez des sites web de qualité traitant du thème abordé ici, merci de compléter l'article en donnant les références utiles à sa vérifiabilité et en les liant à la section « Notes et références ».
Un empire de dix arpents est la dixième histoire de la série Isabelle de Will, Yvan Delporte et André Franquin. Elle est publiée pour la première fois du no 2111 au no 2137 du journal Spirou.